# Huy chương William Bowie
Huy chương William Bowie là một giải thưởng của Hội liên hiệp Địa vật lý Hoa Kỳ (American Geophysical Union) dành cho "những đóng góp nổi bật vào ngành Địa vật lý cơ bản và cho việc hợp tác bất vụ lợi trong nghiên cứu". Giải thưởng là vinh dự cao quý nhất do AGU trao tặng và được đặt tên để vinh danh William Bowie, một trong những người đồng sáng lập Hiệp liên hiệp.

## Những người đoạt huy chương
Nguồn: AGU
- 1939	William Bowie[1]
- 1940	Arthur Louis Day
- 1941	John Adam Fleming
- 1942	Nicholas Hunter Heck
- 1943	Oscar Edward Meinzer
- 1944	Henry Bryant Bigelow
- 1945	Jacob Aall Bonnevie Bjerknes
- 1946	Reginald Aldworth Daly
- 1947	Felix Andries Vening Meinesz
- 1948	James B. Macelwane
- 1949	Walter Davis Lambert
- 1950	Leason Heberling Adams
- 1951	Harald Ulrik Sverdrup
- 1952	Harold Jeffreys
- 1953	Beno Gutenberg
- 1954	Richard Montgomery Field
- 1955	Walter Hermann Bucher
- 1956	Weikko Aleksanteri Heiskanen
- 1957	William Maurice Ewing
- 1958	Johannes Theodoor Thijsse
- 1959	Walter M. Elsasser
- 1960	Francis Birch
- 1961	Keith Edward Bullen
- 1962	Sydney Chapman
- 1963	Merle Antony Tuve
- 1964	Julius Bartels
- 1965	Hugo Benioff
- 1966	Louis B. Slichter
- 1967	Lloyd Berkner
- 1968	Roger Revelle
- 1969	Walter B. Langbein
- 1970	Bernhard Haurwitz
- 1971	Inge Lehmann
- 1972	Carl Eckart
- 1973  George P. Woollard
- 1974  A.E. Ringwood
- 1975  Edward Bullard
- 1976  Jule G. Charney
- 1977  James A. Van Allen
- 1978  Helmut E. Landsberg
- 1979  Frank Press
- 1980  Charles A. Whitten
- 1981	Herbert Friedman
- 1982	Henry M. Stommel
- 1983	Syun-iti Akimoto
- 1984	Marcel Nicolet
- 1985	H. William Menard
- 1986	James Dooge
- 1987	Robert N. Clayton
- 1988	Hannes Alfven
- 1989	Walter H. Munk
- 1990	Eugene N. Parker
- 1991	Don L. Anderson
- 1992	Alfred O. Nier
- 1993	Irwin I. Shapiro
- 1994	Peter S. Eagleson
- 1995	Claude Allègre
- 1996	Eugene Shoemaker
- 1997	Raymond Hide
- 1998	Richard M. Goody
- 1999	J. Freeman Gilbert
- 2000	John A. Simpson
- 2001	Dan McKenzie
- 2002	Adam M. Dziewonski
- 2003	Donald L. Turcotte
- 2004	Keiiti Aki
- 2005	Johannes Geiss
- 2006	Carl Wunsch
- 2007	Susan Solomon
- 2008	Gerald J. Wasserburg
- 2009	Ignacio Rodriguez-Iturbe
- 2010  Syukuro Manabe
- 2011  Louis J. Lanzerotti
- 2012  Anny Cazenave
- 2013  Raymond Roble
- 2014  Hiroo Kanamori
- 2015  Wilfried H. Brutsaert
- 2016  Stanley Robert Hart
- 2017  không trao giải
- 2018  Daniel N. Baker
- 2019  Barbara Romanowicz
- 2020  Rita Colwell